# Sommer ’94
Sommer '94  ist ein deutscher Independent-Kurzfilm der Regisseure Basti Schwarz und Oliver Schwarz aus dem Jahr 2022.

## Handlung
Die drei Jungs Alex (Jonas Quanter), Tim (Jasper Jeske) und Niklas (Leopold Sewerin) haben Schulferien und sind mit ihren Fahrrädern unterwegs, da finden sie ein altes, unheimliches Haus, in dem sich viele Kaugummis und ein dunkles Geheimnis befinden.

## Produktion und Veröffentlichung
Autor Basti Schwarz schrieb 2020 bereits an einem frühen Entwurf. Die fertige Kurzgeschichte wurde dann im Juli 2021 an Drehorten in Göhrke, Altwigshagen, Ducherow, Stolpe und Neetzow abgedreht. Die MV Filmförderung ist hierbei Produktionsförderer gewesen.
Die Kreatur wurde von Oliver Schwarz erschaffen, während der Anklamer Modellbauer Christian Gehrke (Birth) für die Kaugummiberge und der Münchener Kameramann Patrick Müller (Birth), der auch als DoP fungierte, für die digitale Aufbereitung zuständig gewesen sind. Der Ton wurde von dem Berliner Techniker Meik Rene Enderlein (Der Hochzeitstag) aufgezeichnet und bearbeitet.  
Für das umfangreiche Making of und Bilder waren die Schüler Kevin Nehring &  Marius Denda, die beide vorab einen Imagefilm über Anklam gedreht hatten, und der Independentfilmer bzw. -filmförderer Christian Zebe (Thanatomania, Das Geheimnis der Teufelspilze, Für Elise) aus Neubrandenburg zuständig. 
Eine größere Premiere erlebte der Kurzfilm erstmals im September 2023 zusammen mit u. a. "Wild Summon" (England), "Sucks to be the Moon" (USA), "Deadline" (Israel) und "Good Boy" (England) bei dem "Get Shorty"- Segment des bundesweiten Fantasy Filmfest.
International wurde der Kurzfilm auf u. a. folgenden Filmfestivals gezeigt:
Fright Nights (Österreich), Yikes (Kanada), Hercules Independent Film Festival (Spanien), Hellifax Horror Fest (Kanada), Cine-Maniacs Filmfest (Deutschland), Gosh (Frankreich), Northern Lights Fantastic Film Festival (Island), Haunted Castle Filmfestspiele (Deutschland)
Erstmals auf physischen Medien wird der Film ab Herbst 2025 über das österreichische Label Blacklava erhältlich sein.